# Bang Bang
"Bang Bang" er en sang udført af den engelske singer-songwriter Jessie J, den amerikansk singer-songwriter Ariana Grande og  den amerikanske rapper-singer-songwriter Nicki Minaj. Sangen blev udgivet den 29. juli 2014 gennem Lava Records og Republic Records, pladeselskabet bag alle tre kunstnere. Sangen er den første single fra Jessie J's tredje studiealbum Sweet Talker (2014) og er også på deluxe udgave af Grandes andet studiealbum My Everything, som blev udgivet den 25. august 2014. Sangen stod til at blive frigivet den 29. juli, hvor sangen blev lækket et par timer tidligere, før den planlagte premiere.